# Escuela de Sociología de Chicago
En sociología y, posteriormente, criminología, la Escuela Sociológica de Chicago (a veces descrita como la Escuela Ecológica) se refiere al primer corpus principal de trabajos que emergieron en los años 1920 y 1930 especializados en sociología urbana y la investigación hacia el entorno urbano combinando la teoría, y el estudio de campo etnográfico en Chicago, aplicado ahora en muchas otras partes. Aunque recogía el trabajo de académicos de varias universidades de Chicago, el término se usa frecuentemente para referirse al departamento de sociología de la Universidad de Chicago, uno de los más antiguos y prestigiosos, al que está adscrita la revista American Journal of Sociology, publicada desde 1895. 
Los principales investigadores en esta escuela incluyeron Ernest Burgess, Ruth Shonle Cavan, Edward Franklin Frazier, Everett Hughes, Roderick D. McKenzie, George Herbert Mead, Robert Ezra Park, Walter C. Reckless, Edwin Sutherland, W. I. Thomas, Frederick M. Thrasher, Louis Wirth, Florian Znaniecki y Herbert Blumer.
A partir de la II Guerra Mundial, apareció una "Segunda Escuela de Chicago", cuyos miembros, formados por las figuras de la primera, emplearon el Interaccionismo simbólico combinado con métodos de investigación de campo para crear un nuevo corpus de trabajos. Entre ellos destacan entre otros William Foote Whyte, Howard Becker, Erving Goffman o Anselm Strauss..

## Antecedentes
El principal exponente de la escuela de Chicago fue Robert Ezra Park (1864-1944).

## Estudios
Los objetos de estudio más significativos de esta escuela son:
- Ecología humana, la ciudad como laboratorio social Park y Ernest: permite observar dinámicas sociales de mestizaje, adaptación, conflicto e interacción grupal en tres niveles:

1. Físico-biológico, pertenencia a un grupo en un espacio geográfico
2. Social, moral o voluntad colectiva de orden pragmático
3. Cultural, entramado de representaciones, significados y prácticas simbólicas.

- Relación individuo/comunidad: La cultura y el universo simbólico son la base de la interacción entre individuo y sociedad, siendo la comunicación la forma dominante de interacción. Cooley define el grupo primario como aquel en el que la interacción y la cooperación tienen un carácter desestructurado e íntimo, fuente y mediador de la identidad individual frente al grupo secundario de naturaleza más formal y estructurada.
- La comunicación no se simplifica en el esquema estímulo-respuesta, sino que es expresión, interpretación y respuesta. Cuando el proceso está mediado por las técnicas de comunicación masivas, los acontecimientos se convierten en otra cosa al ser publicados: las noticias construyen la sociedad, la prensa se convierte en forma de integración y motor del cambio social y el cine produce efectos psicosociales provocando procesos de individualización, imitación y personificación.

•	Pionera de la sociología urbana, creada en 1892 “en una óptica de (…) contribución de la ciencia a la solución de los problemas de la sociedad (…) por eso la sociología de Chicago es práctica y no teórica. Es decir, capaz de abordar los problemas sociales y así penetrar lugares y captar desde adentro su significado, retos y dinámicas (…) Chicago fue una sociedad en plena expansión, este crecimiento se debió a la fama de ser una ciudad de oportunidades, llegando a ella miles de inmigrantes buscando tierra y trabajo, junto a la gran migración externa, se “coloca en una situación conflictiva y explosiva. Un desarrollo económico acelerado suscita un crecimiento urbano gigantesco y difícil de controlar (…) para Chicago se plantea el tema de desintegración social (…) generando trastornos de adaptación, de integración, marginación, manifestada por la delincuencia, el gansterismo , la criminalidad”   situación que es rica para el análisis sociológico.
En cuanto a los temas de estudios, “la escuela de Chicago reacciona contra el conductismo mecanicista que estudiaba al individuo y sus reacciones separados del entorno social”, estudiando en este sentido, como los individuos se insertan o no en la comunidad pues, “la cultura y el universo simbólico son la base de la interacción entre individuo y sociedad (…) la comunicación es expresión, interpretación y respuesta” 
La escuela de Chicago centra su idea en el “empirismo idealista, porque los seres humanos construyen (idealismo) su propia realidad social (empirismo) (…) Robert E. Park concibe la ciudad como un “laboratorio social” donde se expresan todos los comportamientos humanos. La ciudad permite observar dinámicas sociales de interacción entre razas (…) donde se producen necesariamente conflictos, adaptación, e interacción grupal”        Por eso la ciudad es percibida como la oportunidad para la aparición de diversos fenómenos.
Para el vocabulario conceptual de Robert E. Park, representante de la socio-ecología de la escuela de Chicago, “el hombre vive como los vegetales en comunidades (…) porque Park, considera que la comunidad humana se desarrolla sobre el modelo de la comunidad vegetal y no sobre el modelo de la horda animal” 
•	“Entre los años veinte y cuarenta, varios autores relacionados con la Universidad de Chicago, sobre todo Robert Park, Ernest Burgess y Louis Wirth, desarrollaron ideas que durante muchos años constituyeron la principal base teórica y de las investigaciones en sociología urbana. Dos conceptos desarrollados por la Escuela de Chicago son (…) de especial atención. Uno es la utilización del denominado enfoque ecológico para el análisis urbano; el otro, la caracterización del urbanismo como forma de vida, desarrollad por Wirth” (Park, 1952; Wirth, 1938) 
•       En torno a la Ecología Urbana, la Escuela de Chicago creía que la localización de las grandes poblaciones urbanas y la distribución de los diferentes tipos de barrios dentro de ellas pueden entenderse que “las ciudades no crecen al azar, sino como respuesta a las ventajas que ofrece en entorno (…) las pautas de ubicación, movimiento y reubicación en las ciudades, de acuerdo con la concepción ecológica, tienen una forma similar (…) en las fases iniciales de crecimiento de las ciudades modernas las industrias se concentran en lugares adecuados para las materias primas que precisan” Pág. 722
Dentro urbanismo, como una forma de existencia social, “la ciudad no solo se está convirtiendo en el lugar de residencia y trabajo del hombre moderno, sino que es además el centro que inicia y controla la vida económica, política, cultural”  
La teoría de Wirth “(…) no es sólo una parte de la sociedad, sino que expresa la naturaleza del sistema  social general e influye en él. Ciertos aspectos de la forma de vida urbana son característicos del conjunto de la vida social en las sociedades modernas”  
•        En el surgir de la moderna sociedad de masas, la industrialización y la urbanización, “la ciudad parecía ofrecerse como modelo de estructuras y tendencias sociales típicas” Pág. 150, y a ellas se dirigió las primeras investigaciones empíricas respecto a la gran ciudad y sus habitantes. “Luego se afirmó, como rama especial de la sociología, la llamada ecología humana, investigación de las relaciones entre hombre y medio ambiente desde el punto de vista de las relaciones entre individuos humanos, por un lado, y las instituciones y formas de estructura social, por otro (…) al mismo tiempo se formaba toda una escuela alrededor de Robert E. Park y su gran proyecto de investigación sobre una metrópoli, Chicago".
En este sentido, el estudio de la gran ciudad se encontraba frente a las mismas dificultades con que choca el enunciado empírico sobre la sociedad en su totalidad. “De ahí la idea de llevar a cabo investigaciones modelo en ciudades de dimensiones medias, donde se podía abrigar la esperanza de estudiar las tendencias de la urbanización y sus consecuencias sociales”

### Otras referencias
- Abbott, Andrew. (1999). Department and Discipline: Chicago Sociology at One Hundred. Chicago: University of Chicago Press. ISBN 0-226-00099-0
- Anderson, Nels, and Council of Social Agencies of Chicago. (1923). The Hobo: The Sociology of the Homeless Man.
- Banfield, Edward C. & Wilson, James Q. (1963). City Politics.
- Bulmer, Martin. (1984). The Chicago School of Sociology: Institutionalization, Diversity, and the Rise of Sociological Research. Chicago: University of Chicago Press.
- Burgess, Ernest & Bogue, Donald J. (eds.).(1964). Contributions to Urban Sociology. Chicago: University of Chicago Press. ISBN 0-226-08055-2
- Burgess, Ernest & Bogue, Donald J. (eds.) (1967). Urban Sociology. Chicago: University of Chicago Press. ISBN 0-226-08056-0
- Bursik, Robert J. (1984). "Urban Dynamics and Ecological Studies of Delinquency". Social Forces 63: 393-413.
- Clements, Frederic E. (1916). Plant Succession: An Analysis of the Development of Vegetation. Carnegie Institute of Washington Publication, No. 242. Washington, DC: Carnegie Institution.
- Crutchfield, R.D., M. Geerken and W.R. Gove, (1982). "Crime Rates and Social Integration: The Impact of Metropolitan Mobility" Criminology, Vol. 20, Nos. 3 and 4, November, 1982, 467-478
- Cressey, Paul Goalby. (1932). The Taxi-Dance Hall: A Sociological Study in Commercialized Recreation and City Life.
- Drake, St. Clair & Cayton, Horace. (1945). Black Metropolis: A Study of Negro Life in a Northern City.
- Empey L. T. (1967) "Delinquency Theory and Recent Research". Journal of Research in Crime and Delinquency 4.
- Frazier, Edward Franklin. (1932). The Free Negro Family: A Study of Family Origins before the Civil War.
- Frazier, Edward Franklin. (1932). The Negro Family in Chicago.
- Gosnell, Harold Foote. (1927). Getting Out the Vote: An Experiment in the Stimulation of Voting.
- Gosnell, Harold Foote. (1935). Negro Politicians: The Rise of Negro Politics in Chicago.
- Gosnell, Harold Foote. (1937). Machine Politics: Chicago Model.
- Grimshaw, William J. (1992). Bitter Fruit: Black Politics and the Chicago Machine, 1931–1991.
- Hawley, Amos H. (1943). "Ecology and Human Ecology". Social Forces 22: 398-405.
- Hawley, Amos H. (1950). Human Ecology: A Theory of Community Structure. New York: Ronald Press.
- Hirschi, Travis. (1969). Causes of Delinquency. Berkeley: University of California Press. (2001) Transaction Publishers. ISBN 0-7658-0900-1
- Hughes, Everett Cherrington. (1979). The Chicago Real Estate Board: The Growth of an Institution.
- Hughes, Everett Cherrington & Hughes, Helen MacGill. (1952). Where Peoples Meet: Racial and Ethnic Frontiers.
- Janowitz, Morris. (1952). The Community Press in an Urban Setting.
- Kincheloe, Samuel C. (1938). The American City and Its Church.
- Kurtz, Lester R. (1984). Evaluating Chicago Sociology: A Guide to the Literature, with an Annotated Bibliography. Chicago: University of Chicago Press. ISBN 0-226-46477-6
- McKenzie, R. D. "The Ecological Approach to the Study of the Human Community". American Journal of Sociology 30 (1924): 287-301.
- Merriam, Charles Edward. (1903). A History of American Political Theories.
- Merriam, Charles Edward. (1908). Primary Elections: A Study of the History and Tendencies of Primary Election Legislation.
- Merriam, Charles Edward. (1929). Chicago: A More Intimate View of Urban Politics.
- Park, Robert E. (1915). "The City: Suggestions for the Investigation of Behavior in the City Environment", American Journal of Sociology 20:579-83.
- Park, Robert E., Ernest Burgess, Roderick McKenzie (1925). The City, University of Chicago Press.
- Stark et al., "Beyond Durkheim" Journal for the Scientific Study of Religion 22(1983):120-131
- Sutherland, Edwin. (1924, 34. 39). "Principles of Criminology.
- Suttles, Gerald D. (1968) The Social Order of the Slum: Ethnicity and Territory in the Inner City.
- Thomas, William Isaac & Znaniecki, Florian. (1918). The Polish Peasant in Europe and America: Monograph of an Immigrant Group.
- Thrasher, Frederick (1927) The Gang. University of Chicago Press.
- Vasishth, Ashwani & Sloane, David. (2000) Returning to Ecology: An Ecosystem Approach.  Archivado el 2 de enero de 2007 en Wayback Machine.
- Wilson, James Q. (1960). Negro Politics: The Search for Leadership.
- Wirth, Louis (1928) The Ghetto. University of Chicago Press.
- Wirth, Louis. (1938). “Urbanism as a Way of Life: The City and Contemporary Civilization”. American Journal of Sociology 44:1–24.
- Zorbaugh, Harvey Warren. (1929). Gold Coast and Slum: A Sociological Study of Chicago's Near North Side.

- Datos: Q1072063